# 金子祐介 (水泳)
金子 祐介 ( かねこ　ゆうすけ: 1975年2月22日 - ) は、群馬県出身のマスターズ水泳、フィンスイミング、水中ホッケー競技者である。
2019年フィンスイミングマスターズ世界選手権大会V1区分日本代表。

## 人物
群馬県太田市在住。3人兄弟の次男。事業家。事業をするかたわら水泳を続ける。

## 略歴
小学生から競泳を始め23歳から数多のマスターズ水泳の大会に参戦。2000年には遠泳に挑戦、2013年に水中スポーツであるフィンスイミングを始め、2015年6月にV1区分35 - 44歳の日本代表選手としてイタリアのラベンナで開催されたフィンスイミングワールドカップマスターズに出場しリレー含め3個のメダルを獲得した。400mSFリレーでは芸人春日俊彰と共に3位に入賞し銅メダルを獲得。
同年11月にはインドネシアのジャカルタで開催された水中ホッケーアジア親善大会に日本チームの一員として出場し銀メダルを獲得している。
その後2016年6月に2年連続でV1区分日本代表選手となりチェコのプラハで開催されたフィンスイミングワールドカップマスターズに出場し400mSFリレーにおいて芸人じゅんいちダビッドソン、春日俊彰と共に準優勝し銀メダルを獲得している。
その後も2018年V1区分日本代表となりフィンスイミングワールドカップマスターズスペイン大会で銀メダル2個・銅メダル1個を獲得。
2019年も同じくV1区分日本代表選手となりフィンスイミングマスターズ世界選手権イタリア大会で金メダル1個・銀メダル2個を獲得している。

## 主な成績
- 2000年: 東京湾オープンウォータースイムレース 3200m 優勝
- 2013年: ジャパンマスターズ 200ｍフリーリレー 120区分 2泳 優勝
- 2013年: ジャパンマスターズスプリント  100mフリーリレー 120区分 2泳 優勝
- 2014年: ジャパンマスターズ 200ｍメドレーリレー 160区分 3泳 準優勝
- 2015年: フィンスイミングワールドカップマスターズ V1区分日本代表　
  - 50m BF V1区分 3位
  - 200m BFリレー R1区分 2泳 優勝　
  - 400m SFリレー R1区分 2泳 3位
- 2015年: ジャパンマスターズ 200mメドレーリレー 160区分 4泳 優勝
- 2015年: 日本スポーツマスターズ 200mフリーリレー 200区分 4泳 準優勝
- 2015年: 水中ホッケーアジア親善大会 日本代表Bチーム 準優勝
- 2015年: ジャパンマスターズスプリント 100ｍメドレーリレー 160区分 2泳 優勝
- 2016年: 水中ホッケー日本選手権大会 マスターズの部 優勝
- 2016年: フィンスイミングワールドカップマスターズ V1区分 日本代表
  - 100m BF V1区分 6位
  - 100m SF V1区分 9位
  - 400m SFリレー R1区分 3泳 準優勝
- 2016年: ジャパンマスターズ 200mメドレーリレー 160区分 4泳 準優勝
- 2016年: 日本スポーツマスターズ 200mフリーリレー 200区分 1泳 3位
- 2016年: ジャパンマスターズスプリント
  - 100mメドレーリレー 160区分 4泳 優勝
  - 100mフリーリレー 160区分 2泳 準優勝
- 2017年: ジャパンマスターズ
  - 200mメドレーリレー 160区分 4泳 優勝
  - 200mフリ－リレー 120区分 2泳 優勝
- 2018年: フィンスイミングワールドカップマスターズ V1区分 日本代表
  - 50m BF V1区分 3位
  - 100m BF V1区分 準優勝
  - 200m BFリレー R1区分 2泳 準優勝
- 2018年: フィンスイミング短水路日本選手権大会　50mJBF  優勝
- 2018年: ジャパンマスターズスプリント
  - 100mメドレーリレー 160区分 4泳 準優勝
  - 100mフリーリレー 120区分 2泳 優勝
- 2019年: フィンスイミングマスターズ世界選手権大会 V1区分 日本代表
  - 50m BF V1区分 3位
  - 100m BF V1区分 準優勝
  - 200m BFリレー R1区分 2泳 優勝
- 2019年: ジャパンマスターズスプリント
  - 100m混合フリーリレー 120区分 2泳 優勝
  - 100mメドレーリレー 160区分 4泳 準優勝
  - 100mフリーリレー 160区分 1泳 準優勝
- 2021年: ジャパンマスターズスプリント
  - 100mフリーリレー 120区分 2泳 優勝
- 2022年: ジャパンマスターズスプリント
  - 100mメドレーリレー 120区分 4泳 優勝
  - 100mフリーリレー 160区分 2泳 優勝
- 2023年: ジャパンマスターズスプリント
  - 100mフリーリレー 160区分 2泳 優勝
- 2024年: ジャパンマスターズスプリントEAST
  - 100m混合フリーリレー 160区分 2泳 優勝
- 2024年: ジャパンマスターズスプリントEAST
  - 100mメドレーリレー 160区分 4泳 3位
- 2024年: ジャパンマスターズスプリントEAST
  - 100mフリーリレー 160区分 2泳 準優勝

## 所属チーム
- 日本マスターズ水泳協会 ZEST
- 日本水中スポーツ連盟 Z